# 필리포 테라치아노
필리포 테라치아노(이탈리아어: Filippo Terracciano, 2003년 2월 8일 ~ )는 이탈리아의 축구 선수이다. 그의 포지션은 풀백 또는 미드필더로, 현재 세리에 A의 크레모네세에서 활약하고 있다.

## 클럽 경력

### 초기 경력
2021년 12월 15일, 테라치아노는 엠폴리와의 코파 이탈리아 경기에서 엘라스 베로나 소속으로 프로 데뷔전을 치렀다. 2022년 3월 20일, 그는 엠폴리와의 경기에서 세리에 A 데뷔전을 치렀다.

### 밀란
2024년 1월 8일, 보도에 따르면 €4.5M의 이적료와 최대 €1.5M의 보너스, 그리고 향후 테라치아노가 이적할 경우 엘라스 베로나가 이적료의 10%를 받을 수 있는 셀온 조항으로 테라치아노는 같은 세리에 A의 밀란으로 이적했으며, 그는 2028년 6월 30일까지 구단과 계약을 맺었다.